# 陳嘉言 (正德進士)
陳嘉言（？—？），號九嵏，陕西西安卫籍，浙江西安县人。明朝政治人物。

## 生平
正德五年（1510年）庚午科陕西鄉試举人，九年（1508年）登甲戌科進士。授河南内乡知县，十一年任山东掖县知县，十六年擢授户部主事，管济宁闸，嘉靖初因得罪太监温祥，被逮下诏狱。後累升湖广按察司佥事，十四年（1535年）二月升山东副使，十七年正月升山西行太仆寺卿。二十二年（1543年）二月升江西按察使，次年升本省右布政使，二十三年十二月巡按江西御史魏谦吉以解运磁器违限，参布政使陈嘉言、参政张镗、佥事黄文炳、知府李易，诏降嘉言二级。